# Полет 148 на „Еър Интер“
Полет 148 на „Еър Интер“ е редовен вътрешен пътнически полет от летище „Лион Сатолас“, Лион, до международното летище „Страсбург“, Страсбург, Франция, управляван от „Еър Интер“. На 20 януари 1992 г. самолетът „Еърбъс A320-111“, който изпълнява полета, се разбива в склоновете на планините Вогези, Франция, близо до Мон Сент-Одил, докато изпълнява непрецизен заход на летището в Страсбург. Общо 87 от 96 души на борда са убити, а останалите 9 са ранени, но оцеляват.
Бюрото за разследване и анализ на безопасността на гражданската авиация установява, че самолетът се разбива, защото пилотите оставят автопилота, зададен в режим на вертикална скорост вместо в режим на ъгъл на траекторията на полета и след това задават „33“ за 3,3° ъгъл на снижаване“ с висока скорост на спускане от 1000 м в минута в терена. Пилотите не получават предупреждение за непосредствен удар, защото самолетите на „Еър Интер“ не са оборудвани със система за предупреждение за близост до земята. Съществуват спекулации, че „Еър Интер“ насърчава пилотите си да летят бързо на ниско ниво, за да изпреварят конкуренцията на френските високоскоростни влакове.
Издадени са препоръки с 35 промени в окончателния доклад. „Еърбъс“ променя интерфейса на автопилота, така че настройката за вертикална скорост да се показва като четирицифрено число, за да предотврати объркване на траекторията на полета. Регистраторът на полетните данни е променен, за да издържа на по-високи температури и за по-дълго време. Докладът препоръчва обучението на пилоти за A320 да бъде подобрено и на самолетите да бъдат инсталирани системи за предупреждение за близост до земята. „Еър Интер“ оборудва самолетите си с тези системи, преди да приключи разследването.